# Diocese de Cajazeiras
A Diocese de Cajazeiras (Dioecesis Caiazeirasensis) é uma circunscrição eclesiástica da Igreja Católica no Brasil, pertencente à Província Eclesiástica da Paraíba e ao Regional Nordeste II da Conferência Nacional dos Bispos do Brasil, sendo sufragânea da Arquidiocese da Paraíba. A sé episcopal está na Catedral Nossa Senhora da Piedade, na cidade de Cajazeiras, no estado da Paraíba.

## Histórico

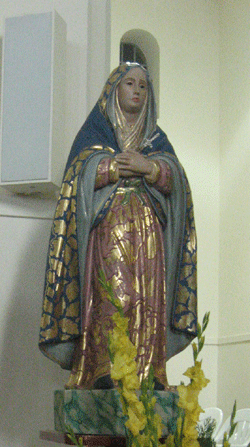
Primitiva imagem de Nossa Senhora da Piedade, padroeira de Cajazeiras. Imagem que pertenceu à mãe do Padre Rolim e que estava no altar-mor da antiga Catedral (hoje Matriz de Fátima).

A Diocese de Cajazeiras foi erigida a 6 de fevereiro de 1914 pela bula Maius Catholicae Religionis Incrementum do Papa Pio X, desmembrada da Diocese da Paraíba. Em janeiro de 1959 cedeu parte de seu território para a criação da Diocese de Patos.

## Demografia
Em 2004, a diocese contava com uma população aproximada de 533.909 habitantes, com 95% de católicos.
O território da diocese é de 14.867 km², organizado em 61 paróquias, distribuídas em seis foranias:
- Forania de Cajazeiras: Cajazeiras, Cachoeira dos Índios, São José de Piranhas, Bom Jesus, Monte Horebe, Bonito de Santa Fé e Carrapateira.
- Forania de Sousa: Sousa, Lastro, Santa Cruz, Nazarezinho, São José da Lagoa Tapada, Vieirópolis, São Francisco, Aparecida, Marizópolis.
- Forania de Itaporanga: Itaporanga, Igaracy, Aguiar, Boa Ventura, Diamante, Pedra Branca, São José de Caiana, Ibiara, Conceição, Santa Inês e Serra Grande.
- Forania de Pombal: Pombal, Coremas, Cajazeirinhas, São Bentinho, Paulista, São Domingos e Lagoa.
- Forania de Catolé do Rocha: Catolé do Rocha, Bom Sucesso, Jericó, Brejo dos Santos, São Bento, Mato Grosso, Riacho dos Cavalos e Belém do Brejo do Cruz.
- Forania de São João do Rio do Peixe: São João do Rio do Peixe, Uiraúna, Joca Claudino, Poço de José de Moura, Poço Dantas, Triunfo, Bernadino Batista e Santa Helena.

## Bispos
|        | Nome                                          | Período     | Notas                                      |
| Bispos | Bispos                                        | Bispos      | Bispos                                     |
| ------ | --------------------------------------------- | ----------- | ------------------------------------------ |
| 9º     | Francisco de Assis Gabriel dos Santos, C.Ss.R | 2025-       | Atual                                      |
| 8º     | Francisco de Sales Alencar Batista, O.Carm    | 2016 —2023  | Nomeado bispo de Mossoró.                  |
| 7º     | José González Alonso                          | 2001 — 2015 | Bispo emérito.                             |
| 6º     | Matias Patrício de Macêdo                     | 1990 — 2000 | Nomeado bispo coadjutor de Campina Grande. |
| 5º     | Zacarias Rolim de Moura †                     | 1953 — 1990 | Bispo emérito.                             |
| 4º     | Luís do Amaral Mousinho †                     | 1948 — 1952 | Nomeado bispo de Ribeirão Preto.           |
| 3º     | Henrique Gelain †                             | 1944 — 1948 | Nomeado bispo de Lins                      |
| 2º     | João da Matha de Andrade Amaral †             | 1934 — 1941 | Nomeado bispo de Manaus.                   |
| 1º     | Moisés Sizenando Coelho †                     | 1914 — 1932 | Nomeado arcebispo coadjutor da Paraíba.    |

## Seminário
O seminário diocesano é denominado Seminário Nossa Senhora da Assunção. Fundado em 1950, é a principal instituição para a formação dos sacerdotes na Diocese de Cajazeiras.

## Pastorais e Movimentos

### Pastoral da Comunicação-PASCOM
A Pastoral da Comunicação da Diocese de Cajazeiras-PB é um organismo de assessoria de impressa. Atualmente a Diocese dispõe de um site (www.diocajazeiras.com.br), um informativo (Diocese em Notícias), uma TV[ligação inativa] e Rádio.

### Apostolado da Oração e Movimento Eucarístico Jovem
O Apostolado da Oração (AO) é uma organização composta por leigos católicos cuja finalidade é a santificação pessoal e a evangelização. Sua seção jovem é o Movimento Eucarístico Jovem (MEJ).
O AO foi fundado na França pelo Padre Francisco Xavier Gautrelet no dia 3 de dezembro de 1844 e está presente no território da atual Diocese de Cajazeiras desde o final do século XIX. O primeiro Centro foi fundado em São João do Rio do Peixe, na Igreja Matriz de Nossa Senhora do Rosário, no dia 1 de janeiro de 1886. Em seguida, foram fundados novos Centros em Catolé do Rocha (27 de março de 1887, Cajazeiras - Catedral Diocesana (1891), Pombal (1893) e Itaporanga (20 de junho de 1907), ainda antes da criação da Diocese em 1914. Atualmente, são 79 Centros, estando presente em todas as Paróquias, representado aproximadamente 7500 membros.
O MEJ, antiga Cruzada Eucarística, fundado em 1914 pelo Papa Pio X, está presente na Diocese desde a década de 1940, época em que se fundaram vários centros da então Cruzada Eucarística, extintos na década em 1980 e reativados em meados da década de 1990, já com o nome de Movimento Eucarístico Jovem. Atualmente está presente em 5 Paróquias, perfazendo um total de aproximadamente 300 membros.
O Diretor Diocesano do AO e do MEJ é o Padre José Trajano de Sousa, que exerce suas atividades com o auxílio de uma Comissão Diocesana, constituída no ano de 2008, cujos membros são: Maíza Filgueira Araujo de Morais (Presidente), Jaime Emanuel Brito Araujo (Vice-Presidente), Alex de Sousa (1º Secretário), Irmã Ana Paula (2ª Secretária), Marcos Antônio Batista de Lucena (Tesoureiro) e José Inácio de Sousa (2º Tesoureiro).
A Comissão Diocesana do AO e MEJ tem a missão de servir, orientar, promover e caminhar junto ao AO e MEJ em nível diocesano, apoiando a fundação de novos Centros e dando suporte aos Centros já existentes. Os principais eventos realizados são os Encontros de Zonal, os Encontros Paroquiais e o Encontro Diocesano, que ocorre todos os anos no mês de Junho.